# Trnovlje pri Socki
Trnovlje pri Socki – wieś w Słowenii, w gminie Vojnik. W 2018 roku liczyła 130 mieszkańców.